# Климщинское сельское поселение
Климщинское сельское поселение — упразднённое муниципальное образование в составе Починковского района Смоленской области России.
Административный центр — деревня Климщина.
Образовано Законом Смоленской области от 28 декабря 2004 года. Упразднено Законом Смоленской области от 20 декабря 2018 года с включением к 1 января 2019 года всех входивших в его состав населённых пунктов в Ленинское сельское поселение.

## Географические данные
- Общая площадь: 160,45 км²
- Расположение: восточная часть Починковского района
- Граничило:
  - на северо-востоке— с Глинковским районом
  - на востоке — с Ельнинским районом
  - на юго-востоке — с Шмаковским сельским поселением
  - на юге — с Шаталовским сельским поселением
  - на западе — с Ленинским сельским поселением
  - на северо-западе — с Стригинским сельским поселением
- По территории поселения проходит автодорога Починок — Шмаково.
- Крупная река: Хмара.

## Население
| 2007 | 2011 | 2012 | 2013 | 2014 | 2015 | 2016 |
| ---- | ---- | ---- | ---- | ---- | ---- | ---- |
| 928  | ↘634 | ↗639 | ↘621 | ↗628 | ↘611 | ↘602 |
| 2017 | 2018 | 2019 |      |      |      |      |
| ↗604 | ↘600 | ↘575 |      |      |      |      |

## Населённые пункты
В состав поселения входили следующие населённые пункты:
- Климщина, деревня
- Барановка, деревня
- Боровка, деревня
- Бырковка, деревня
- Гарбузовка, деревня
- Докудово, деревня
- Красиловка, деревня
- Кукуево, деревня
- Марьино, деревня
- Петрищево, деревня
- Шпунты, деревня
- Шумаево, деревня
- Хмара, деревня
- Хморка, деревня